# Beek-bronzweefvlieg
De beek-bronzweefvlieg (Sphegina elegans) is een vliegensoort uit de familie van de zweefvliegen (Syrphidae). De wetenschappelijke naam van de soort is voor het eerst geldig gepubliceerd in 1843 door Theodor Emil Schummel.